# Paecilaemella
Genre
Paecilaemella est un genre d'opilions laniatores de la famille des Cosmetidae.

## Distribution
Les espèces de ce genre se rencontrent en Équateur, au Pérou et au Brésil,.

## Liste des espèces
Selon World Catalogue of Opiliones (30/07/2021) :
- Paecilaemella festae Roewer, 1925
- Paecilaemella multimaculata (Wood, 1869)

## Publication originale
- Roewer, 1925 : « Opilioniden aus Süd-Amerika. » Bollettino dei Musei di Zoologia e di Anatomia Comparata della Reale Università di Torino, vol. 40, p. 1–34.